# Kronebau

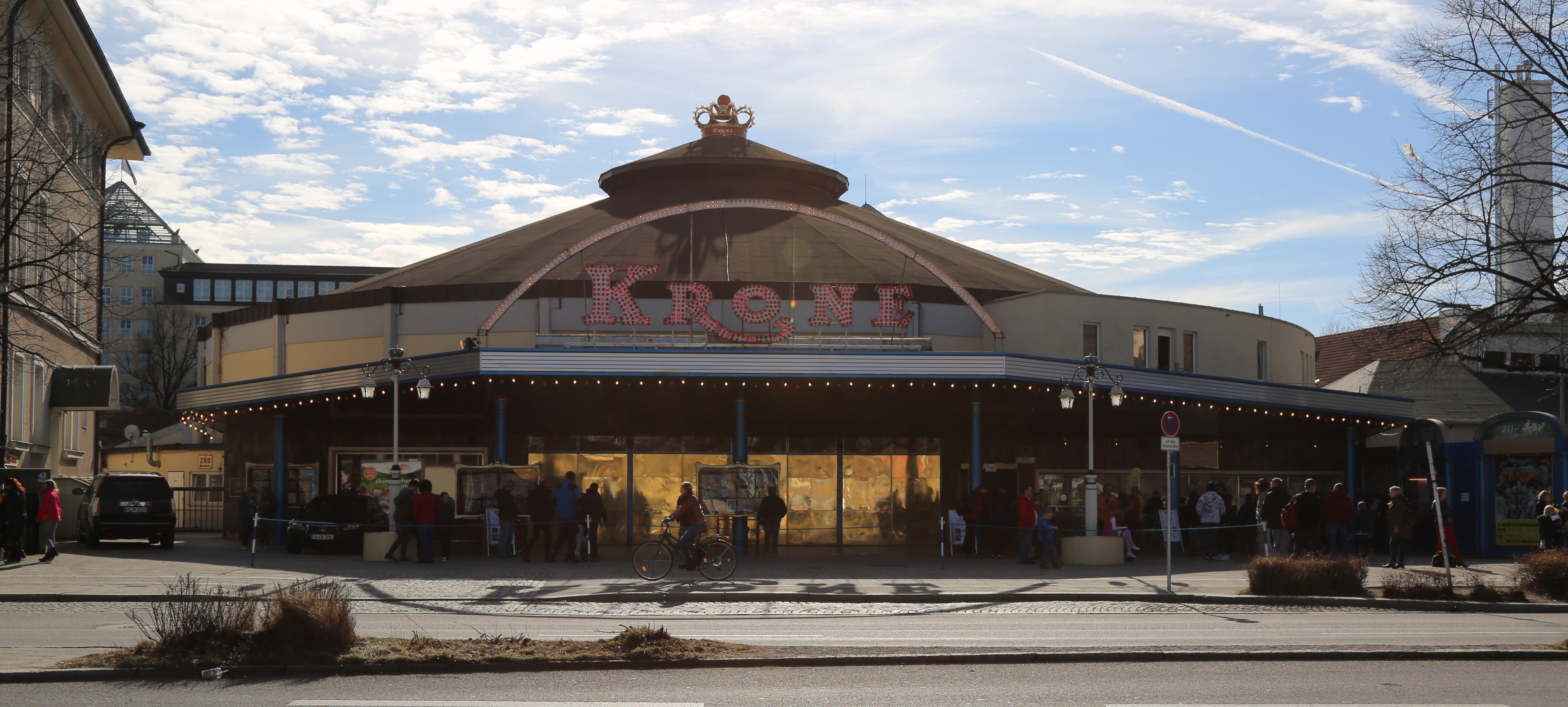
Der Kronebau in München

Der Kronebau ist das Gebäude des Circus Krone in München und das einzige feste für Zirkusveranstaltungen genutzte Gebäude in Deutschland.

## Historie
1919 wurde aus Holz ein erstes „Zirkus Krone-Gebäude“ errichtet, das neben Zirkusveranstaltungen auch für andere Veranstaltungen genutzt wurde.
Im Vorfeld des Hitlerputsches rief Adolf Hitler am 30. Oktober 1923 im Kronebau – erfolglos – zum Aufstand auf. Nach der Machtergreifung der Nationalsozialisten wurde der Kronebau von der NSDAP immer wieder für Kundgebungen genutzt. Insbesondere dokumentiert sind dabei die Massenkundgebung am 10. November 1938 im Anschluss an die Reichspogromnacht, sowie die letzte Kundgebung am 12. November 1944 zum Gedenken des Hitlerputsches von 1923, bei der bereits Heinrich Himmler in Vertretung für Hitler sprach und bei der die Blutfahne der NSDAP zum letzten Mal in der Öffentlichkeit gezeigt wurde. Der erste Kronebau wurde sechs Wochen später am 21. Dezember 1944 bei einem Luftangriff auf München zerstört.
Nach dem Krieg wurde, ebenfalls aus Holz, als Provisorium ein zweiter Kronebau eröffnet. Dessen heutiger Nachfolger eröffnete am 23. Dezember 1962 und bietet Platz für 3000 Zuschauer.

## Heute

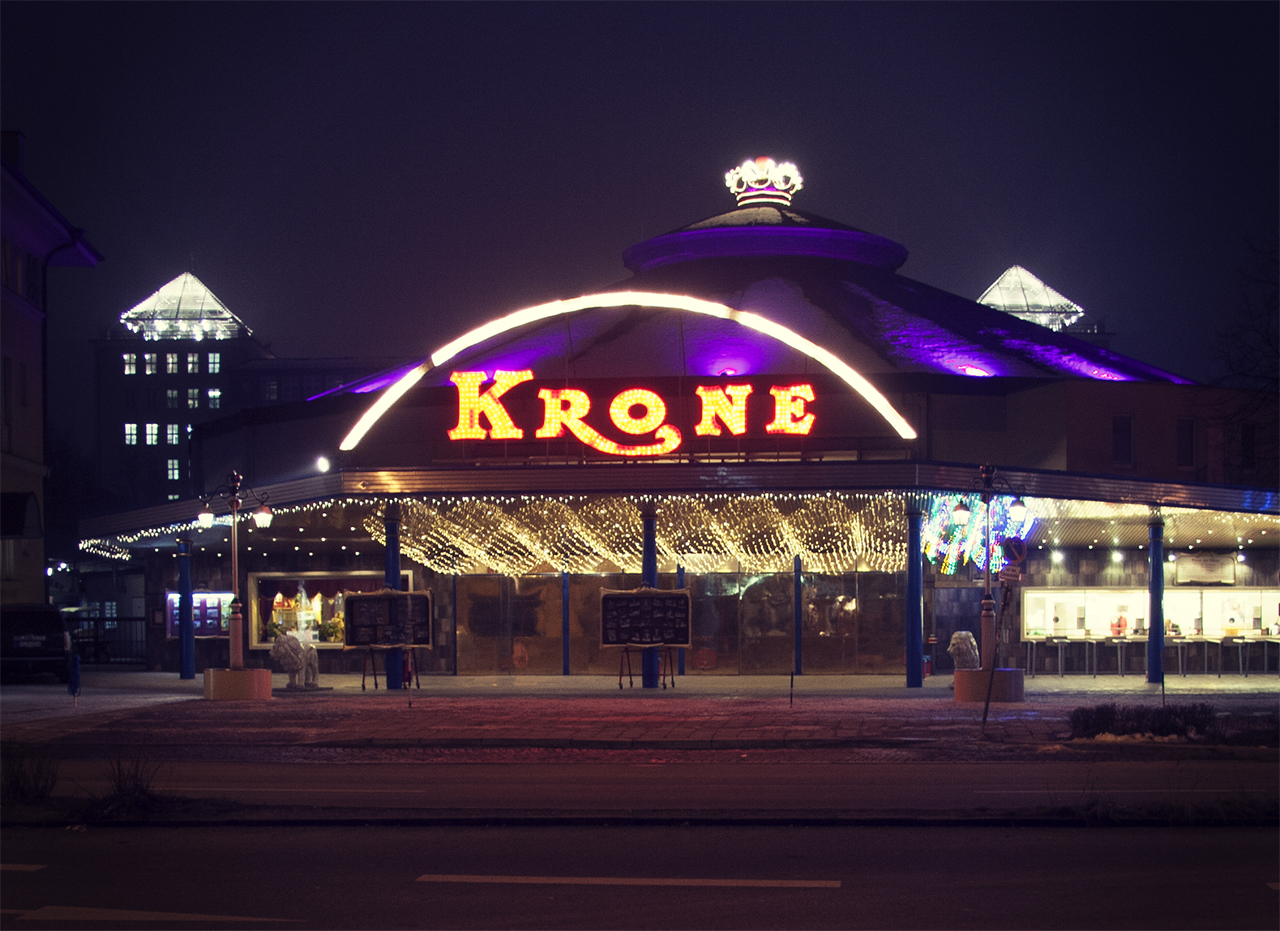
Der Kronebau in München bei Nacht (2015)

Der Circus Krone bespielt den Bau in den Monaten von November bis März, danach geht er mit dem Zelt auf Reisen. In dieser Zeit wird der Kronebau als Veranstaltungsort für Kabarettveranstaltungen, Rock- und Pop-Konzerte vermietet, beispielsweise die zwei legendären Konzerte der Beatles im Juni 1966 sowie weitere berühmte Rock- und Popgruppen wie Deep Purple, Pink Floyd, Europe, Frank Zappa, AC/DC, Tina Turner, die Spider Murphy Gang, die Scorpions oder Michael Jackson. Bis 2008 wurde jedes Jahr Anfang Dezember die Veranstaltung Stars in der Manege aufgezeichnet, die Weihnachten von der ARD gesendet wurde. 
Zum Krone-Areal in der Münchner Marsstraße (Postadresse ist Zirkus-Krone-Straße) gehören außer der Manege mit Umgang, Garderoben, Gastronomie und Büroräumen die Krone-Villa, im Winter wurde diese von Zirkusdirektorin Christel Sembach-Krone bewohnt. Außerdem befinden sich auf dem Areal der Krone-Zoo mit Ställen für rund 60 Pferde; der beheizbare Elefantenstall, in dem die Krone-Elefanten und ein mittlerweile pensioniertes Flusspferd zuhause sind. Außerdem beherbergte der Elefantenstall das Breitmaulnashorn Tsavo († 5. März 2019). Weitere Gehege bestehen für die Lamas, Kamele und Zebras. Der Krone-Zoo ist für Zuschauer geöffnet.

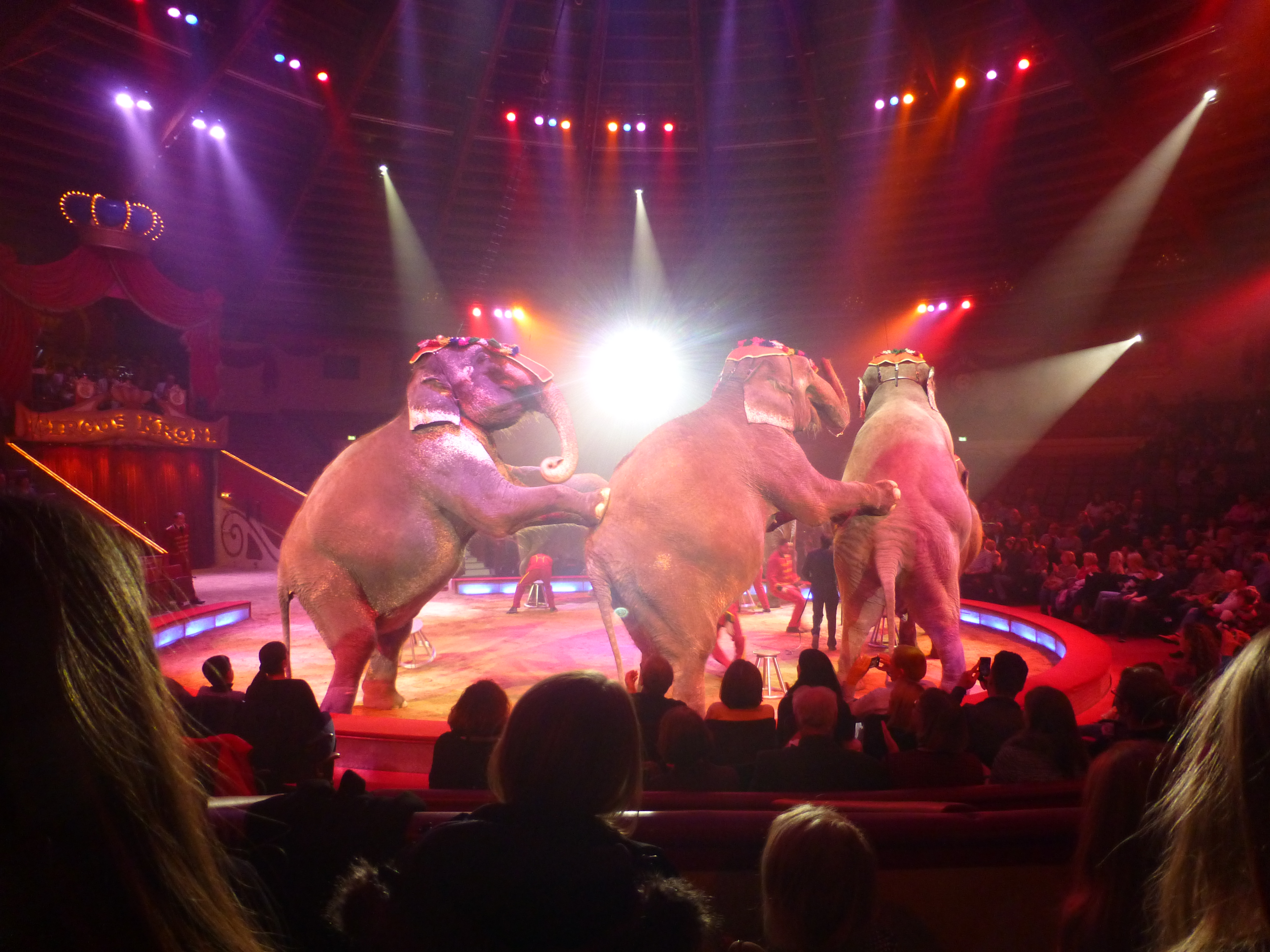
Innenansicht des Kronebaus während einer Zirkusvorstellung (2016)

Gegenüber dem Kronebau findet sich ein weiterer Platz, der zum Kroneareal gehört. Auf ihm steht unter anderem die große Kfz-Werkstatt des Zirkus, außerdem werden hier während des Winters Zirkuswagen abgestellt.